# 道の駅にしかわ
道の駅にしかわ（みちのえき にしかわ）は、山形県西村山郡西川町にある国道112号の道の駅である。愛称は月山銘水館。
1995年（平成7年）4月に道の駅に登録、2004年（平成16年）11月に所在地の移転をした。

## 施設
1995年（平成7年）4月の道の駅登録以来、“月山湖”の愛称で月山湖水の文化館周辺を所在地としてきたが、冬季の利便性や情報提供上の立地適性、地域の拠点性などの判断から、2004年（平成16年）11月9日をもって所在地を現在の場所に改めた。月山銘水館は1998年（平成10年）4月、水沢温泉館は1999年（平成11年）8月からすでに営業を行っている。
- 駐車場
  - 普通車：81台
  - 大型車：10台
  - 身障者用：2台
- トイレ
  - 男：大 4器（2器）、小 8器（4器）
  - 女：8器（4器）
  - 身障者用：2器（1器）

※（）内は、24時間利用可能
- 公衆電話：1台
- 月山銘水館
レストラン（11:00 - 21:00 ラストオーダー19:30）
軽食コーナー（11:00 - 17:00）
月山自然水工場
- 水沢温泉館（7:00 - 21:00 12月 - 3月 8:00 - 21:00）[注 1]
- 野菜・山菜きのこ等直売所（8:00 - 18:00）

## 休館日
- 第2火曜日（5月 - 10月）
- 毎週火曜日（11月 - 4月）

## アクセス
- 国道112号

### バス路線
- 寒河江バスターミナルより西川町路線バス「道の駅にしかわ」行で終点下車。

## 周辺
- 寒河江ダム展望広場（道の駅にしかわが移転前にあった場所）旧道の駅位置図
- 山形県立自然博物園